# Tanec smrti (Liszt)

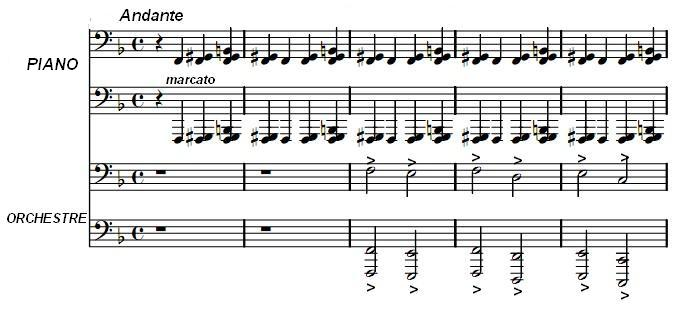
První takty Lisztova Tance smrti, orchestr začíná citací gregoriánského chorálu Dies irae.

Tanec smrti (německy Totentanz, také uváděný jako Tanec mrtvých nebo Danse macabre) s podtitulem Parafráze na Dies irae pro klavír a orchestr je skladba Ference Liszta. Vznikla v letech 1847–1849 ve Výmaru a byla v následujících letech Lisztem často přepracovávána, nejvíce v letech 1853 a 1859. Premiéra se konala v Haagu 15. dubna 1865; dirigentem tehdy byl Johannes Verhulst a klavírní part hrál Hans von Bülow, jemuž je skladba věnována. Provedení trvá asi 16 minut.
Liszt vytvořil tyto verze:
- 1. verze pro klavír a orchestr (S. 126–1) z let 1847–53, vydal ji až roku 1919 Ferruccio Busoni v lipském nakladatelství Breitkopf & Härtel pod titulem De Profundis
- 2. verze pro klavír a orchestr (S. 126–2) z let 1859–64(?), vydaná roku 1965 v nakladatelství Siegel v Lipsku
- verze pro dva klavíry (S. 652), 1859–65(?), vydaná roku 1965 v nakladatelství Siegel v Lipsku
- verze pro jeden klavíry (S. 625), 1860–65(?), vydaná roku 1965 v nakladatelství Siegel v Lipsku